# Unterschur
Unterschur ist ein Gemeindeteil von Krombach im unterfränkischen Landkreis Aschaffenburg in Bayern.
Der Weiler liegt rechts vom Krombach im Kahlgrund im bayerischen Spessarts  an der Kreisstraße AB 12 auf 210 m ü. NHN nordwestlich von Blankenbach und ist mit Unterkrombach baulich zusammengewachsen.

## Name
Der Name Unterschur geht auf das Wort Schar zurück (siehe auch Pflugschar). Der Zusatz Unter unterscheidet ihn vom Ort Oberschur talaufwärts.